# Elim (Sudafrica)
Elim è una cittadina sudafricana situata nella municipalità distrettuale di Overberg nella provincia del Capo Occidentale.

## Geografia fisica
La cittadina sorge nei pressi del fiume Nuwejaars.

## Storia
Elim venne fondata nel 1824 da missionari tedeschi come missione della Chiesa morava.